# Panhard
A Panhard, é uma marca francesa da Auverland, que opera no mercado das viaturas militares desde 2005, quando foi comprada pela PSA Peugeot Citroën, depois de ter pertencido à Citroën.

## Histórico

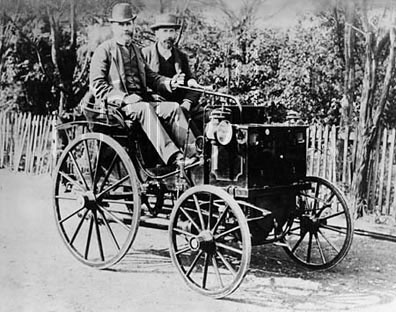
Veículo Panhard et Levassor idêntico ao adquirido pelo Conde de Avilez em 1895.

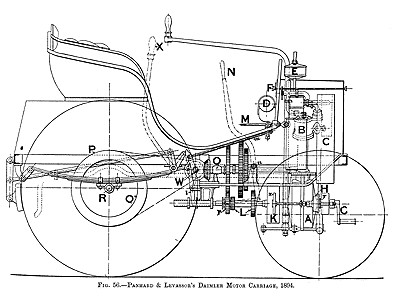
Panhard et Levassor Daimler Motor Carriage, 1894.

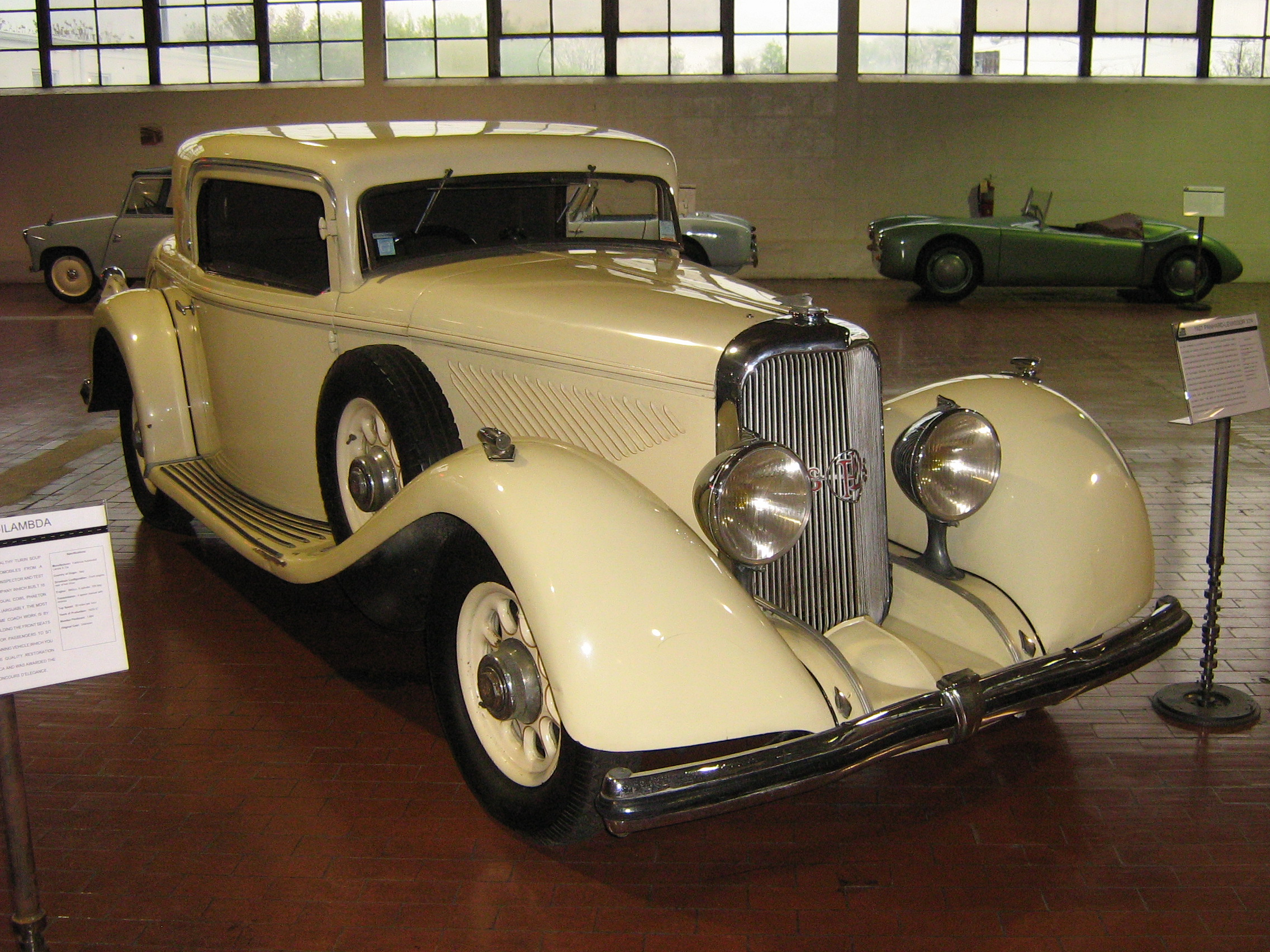
Panhard et Levassor X74, 1933.

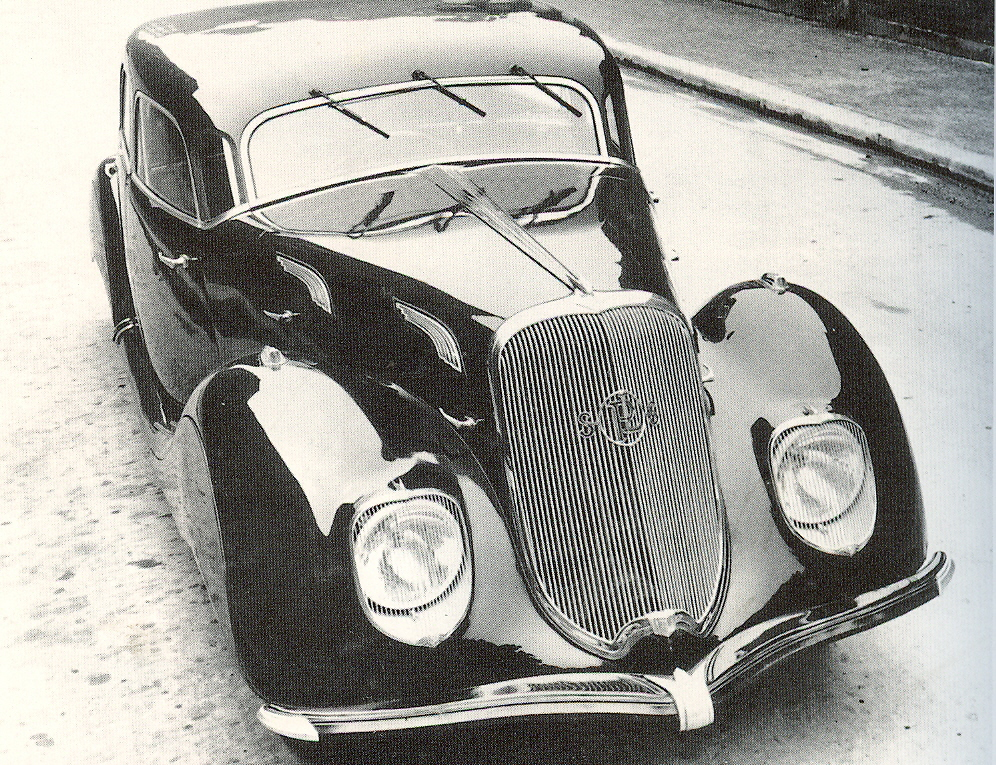
Panhard et Levassor Dynamic, 1937.

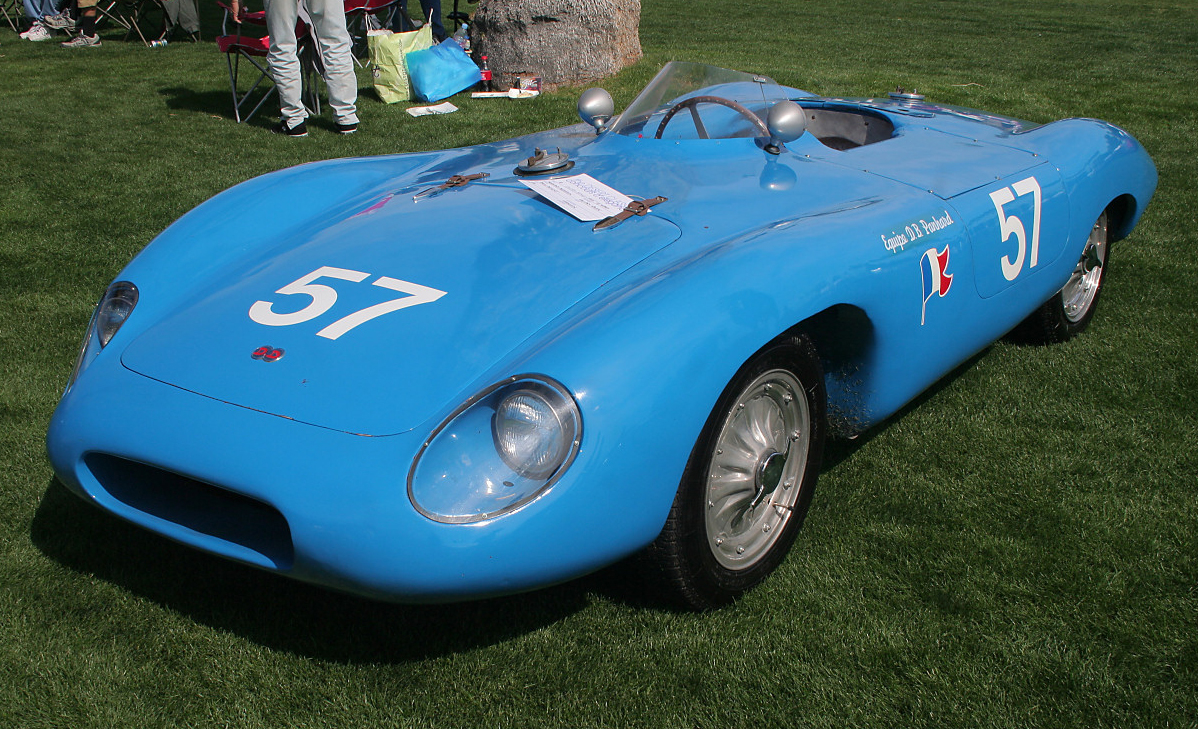
DB Panhard HBR, 1955.

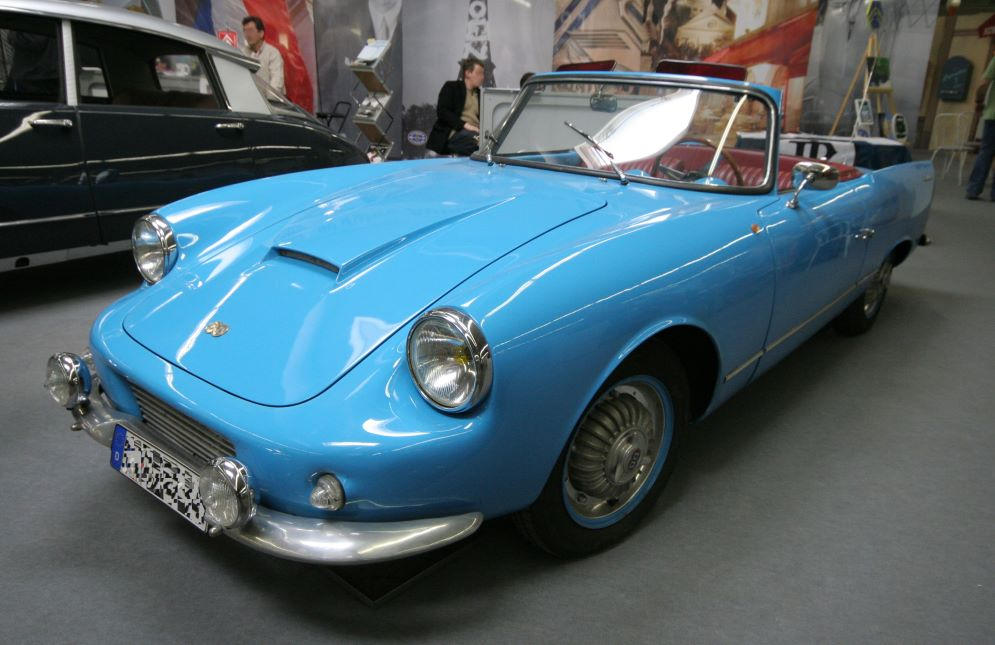
Panhard DB Le Mans, 1960.

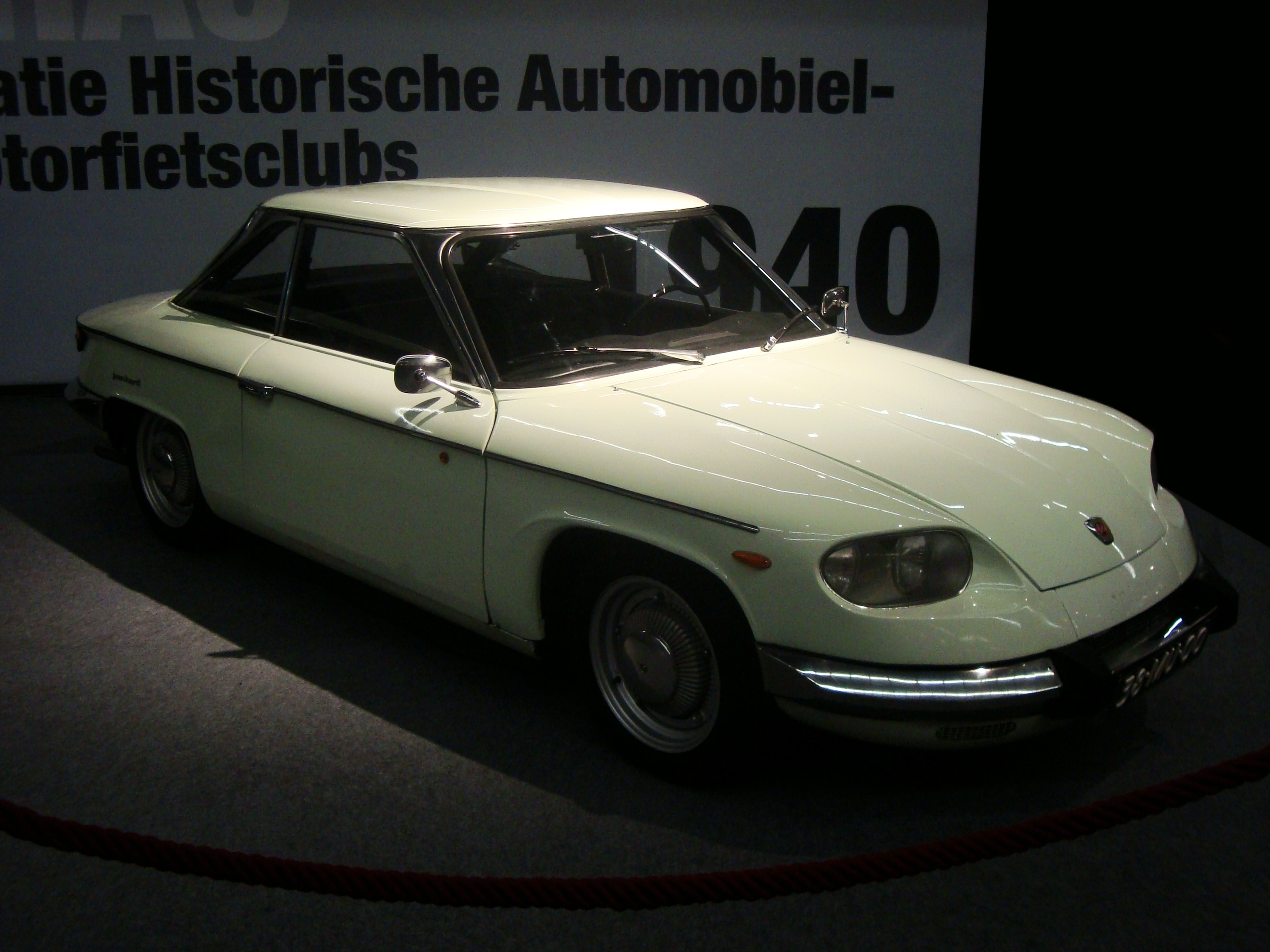
Um Panhard 24, 1964.

### Primeiros anos
A Panhard, originalmente chamada de Panhard et Levassor, foi efetivamente criada como um empreendimento de fabricação de automóveis por René Panhard e Émile Levassor em 1887.
A primeira venda de um automóvel com a marca Panhard et Levassor, ocorreu em 1890, baseado num motor Daimler produzido sob licença. Levassor obteve essa licença do advogado parisiense Edouard Sarazin, um amigo e representante dos interesses de Gottlieb Daimler na França. Logo depois da morte de Sarazin em 1887, Daimler encarregou a viúva de Sarazin, a Senhora Louise de conduzir os negócios em andamento do marido falecido. A licença para a Panhard et Levassor foi finalizada por Louise em 5 de fevereiro de 1889, com o passar do tempo e o estreitamento do relacionamento, Louise acabou se casando com Levassor em 1890.
Os primeiros veículos, apesar de estabelecerem padrões técnicos modernos, eram exemplares únicos, não havia produção em série. Eles faziam uso de pedais para iniciar a transmissão usando uma corrente dentada. Esses veículos, também ostentavam um radiador frontal. A produção continuada de modelos definidos teve início apenas em 1891, quando a companhia construiu seu primeiro projeto completo, um modelo de "estado da arte" da época, que ficou conhecido como: "Sistema Panhard", consistindo de um veículo de quatro rodas, motor frontal e tração traseira, e um sistema de transmissão simples por deslocamento de eixos, vendido por 3.500 francos. Esse sistema de transmissão tornou-se padrão, até que a Cadillac introduziu a synchromesh em 1928. O "Sistema Panhard" tornou-se o layout padrão dos automóveis pela maior parte do próximo século. No mesmo ano, a Panhard et Levassor passou a fornecer seus motores Daimler para o construtor de bicicletas Armand Peugeot, que criou sua própria empresa de automóveis.
Em 1894, no rali Paris–Rouen, Alfred Vacheron equipou seu Panhard de 4hp com um volante, acreditando-se ser este um dos primeiros empregos desse artefato. Em 1895, um Panhard et Levassor utilizou pela primeira vez, um sistema de transmissão moderno.
Em 1895, modelos Panhard et Levassors de 1.205 cc, terminaram em primeiro e segundo a corrida Paris–Bordeaux–Paris, um pilotado por Levassor (durante mais de 48 horas). O prêmio no entanto foi para o Peugeot de Koechlin, pois os Panhard tinham apenas dois assentos, e o regulamento exigia quatro. Arthur Krebs sucedeu Levassor como gerente geral em 1897 e permaneceu no cargo até 1916. Ele transformou a Panhard et Levassor num dos maiores e mais lucrativos fabricantes de automóvel de antes da Primeira Guerra Mundial.
O primeiro automóvel a circular em Portugal foi um Panhard-Levassor importado de Paris pelo 4º Conde de Avilez, em 11 de outubro de 1895, tendo ficado célebre a primeira viagem deste veículo, desde a alfândega de Lisboa até Santiago do Cacém, localidade onde residia aquele titular, na companhia do seu amigo e conterrâneo José Benedito Hidalgo de Vilhena e de um mecânico.
Os Panhard venceram muitas corridas entre 1895 e 1903. A fábrica desenvolveu a barra Panhard, um sistema de suspensão que passou a ser usado em automóveis de várias outras marcas.
A partir de 1910, a Panhard trabalhou no desenvolvimento de motores usando um novo tipo de válvula (as válvulas encamisadas) também produzidas sob licença do americano Charles Yale Knight. Entre 1910 e 1924, o catálogo da Panhard & Levassor listava vários modelos com motores de válvulas convencionais, ao lado de outros com motores usando válvulas encamisadas. Seguiram-se várias melhorias na tecnologia de válvulas encamisadas, desenvolvidas pelo próprio departamento de engenharia da Panhard. De 1924 até 1940, todos os modelos da Panhard usavam motores com válvulas encamisadas.

### Na primeira guerra
Durante o mandato do Presidente Raymond Poincaré, entre 1913 e 1920, foram escolhidos como carros presidenciais oficiais, os modelos 18CV e 20CV da Panhard et Levassor
Durante a primeira guerra, a Panhard, assim como outros grandes produtores de automóvel, concentraram esforços na produção de guerra, incluindo um grande número de caminhões militares, motores aeronáuticos de 12 cilindros, armamentos, e grandes cartuchos de 75 e 105 mm de diâmetro.
Os militares estavam bastante satisfeitos com o desempenho do Panhard de 20HP equipado com válvulas encamisadas. O General Joffre usou um Panhard Tipo X35s com seu enorme motor de 4 cilindros e 7.360cc para seu transporte pessoal, e eles eram vistos frequentemente pelos parisienses levando líderes militares entre a linha de frente e o Palácio do Élysée.

### Entre as guerras
A partir de 1918, a Panhard retomou a produção de carros de passeio, concentrando-se nos modelos de 4 cilindros, e incluindo neles várias melhorias e simplificações.
Para o Paris Motor Show, em outubro de 1919, a Panhard estava exibindo quatro modelos, todos com motores de 4 cilindros, como se segue:
- Panhard Tipo X19 2,150 cc / 10 HP
- Panhard Tipo X31 2,275 cc / 12 HP (que substituiu o Tipo 25 de 12 HP para o ano de 1920.)
- Panhard Tipo X28 3,175 cc / 16 HP
- Panhard Tipo X29 4,850 cc / 20 HP

Já no ano de 1925, todos os carros da Panhard eram equipados com válvulas encamisadas aperfeiçoadas, de aço em seus motores. As válvulas de aço eram mais leves e mais resistentes que as de ferro fundido que vinham sendo utilizadas desde 1910, permitindo que os motores funcionassem em rotações mais altas. Para reduzir o risco de danos aos motores, as camisas das válvulas usavam um material patenteado que reduzia a fricção no qual os engenheiros da Panhard estavam trabalhando desde 1923.
Em 1925, um modelo de 4,8 litros estabeleceu  o recorde mundial para corridas de uma hora, com a velocidade média de 185,51 km/h.
A  Panhard surpreendeu no Paris Motor Show em 1926, quando apresentou seu primeiro modelo equipado com motor de seis cilindros desde antes da primeira guerra. O novo Panhard 16CV "Seis" veio com um motor de 3.445cc e distância entre eixos de 3.540 mm. Durante a exposição o preço de um chassi puro era de 58.000 francos. No evento, também foi apresentado um modelo de 8 cilindros 6.350cc (35CV), o "Huit", que a Panhard oferecia desde 1921, e que no evento estava sendo vendido por 99.000 francos (apenas o chassi). Dos nove modelos anunciados no catálogo de 1927, sete usavam motores de 4 cilindros, variando de 1.480cc (10CV) a 4.845cc (20CV), e em preço, de 31.000 a 75.000 francos (apenas o chassi).
Quando a Panhard surpreendeu no Paris Motor Show em outubro de 1930, seus dois últimos modelos de 4 cilindros e o Tipo X59 de 6 cilindros, haviam sido retirados. No lugar, eles se concentraram nos  carros da "série-S", o "Panhard CS" e o "Panhard DS", introduzidos um ano antes. Quatro dos cinco modelos exibidos eram modelos com motores de 6 cilindros e preços convidativos, com os motores variando entre 2,35 a 3,5 litros. Foi exibido também um modelo Panhard Tipo X67 com motor de 8 cilindros e 5,1 litros, com uma generosa distância entre eixos de 3.590 mm ao preço de 85.000 francos (apenas o chassi).
O último modelo da Panhard et Levassor antes da guerra tinha um chassi monocoque e uma carroceria de linhas arredondadas, da série "Dynamic", apresentado pela primeira vez em 1936.
A Panhard et Levassor também produziu bondes, incluindo alguns para a ferrovia de bitola estreita de Chemin de Fer du Finistère.

### Pós guerra
Depois da Segunda Guerra Mundial, a companhia foi renomeada para Panhard (sem o "Levassor"), e produziu carros leves como o Dyna X, o Dyna Z, o PL 17, o 24 CT e o 24 BT. A companhia já havia percebido as vantagens do uso do alumínio, um material muito mais leve, na fabricação de automóveis. Isso, aliado ao racionamento da produção de aço no pós-guerra, incentivou o investimento no uso do alumínio, mais caro, na produção das carrocerias  e outros componentes. No entanto, um erro nos cálculos dos custos de produção, quase levou a empresa à falência, forçando-a a retornar rapidamente ao uso de aço. Assim sendo, as carrocerias dos últimos "Dyna Z" (de meados de setembro de 1955) e seu sucessor, o "PL 17" eram de aço, mesmo com uma espessura maior pois foram aproveitados os moldes para alumínio, para evitar a substituição completa dos moldes. Nesse contexto, foi desenvolvido pelo engenheiro Louis Delagarde um motor de baixa cilindrada, porém muito eficiente: um motor de dois cilindros opostos refrigerado à ar com muitas inovações técnicas que continuaram sendo melhoradas pelos próximos 20 anos. O primeiro deles, de 610 cc em 1946, foi montado no Dyna X. Depois disso, ele equipou todos os modelos subsequentes da linha Dyna, tendo sua capacidade aumentada para 745 cc e mais tarde para 851 cc.
O motor de dois cilindros opostos refrigerado à ar do Dyna foi utilizado também pela fábrica Georges Irat, no seu veículo fora de estrada: o "Voiture du Bled" (VdB), construído no Marrocos em pequena quantidade no início da década de 1950.
O estilo do Dyna Z era muito peculiar: suave e arredondado, com ênfase na aerodinâmica e um desenho geral minimalista. O 24 CT foi uma versão 2+2 lançada no verão francês de 1963; sendo o 24 BT uma versão com maior distância entre eixos e espaço para quatro pessoas.
Por um período depois da guerra, a Monopole, recebeu apoio não oficial da Panhard, assim como de outros clientes como: a Deutsch Bonnet e Robert Chancel, usando esses modelos para atingir a classe de "Índice de Performance" nas 24 Horas de Le Mans em 1950, 1951 e 1952. Em 1953, a Panhard partiu para um  envolvimento mais direto com Chancel, que no entanto, terminou na trágica corrida de Le Mans em 1955. Na segunda metade da década de 50 e início da década de 60, os pilotos da Deutsch Bonnet ("DB Panhard") herdaram essa tarefa e passaram a dominar a classe de "Índice de Performance", assim como outras classes  de corridas para veículos com pequenos motores.
O último modelo Panhard de passageiros foi construído em 1967. Depois de montar painéis de caminhões para a Citroën para utilizar sua capacidade fabril devido à queda nas vendas, e levantar capital de giro vendendo suas ações progressivamente para a Citroën, que assumiu o controle total em 1965 e assumiu a produção de modelos civis. Desde 1968, a Panhard fabrica apenas veículos militares.
Em 2004, a Panhard perdeu uma concorrência para outro fabricante, a Auverland, para a fabricação do futuro PVP para o Exército Francês. Isso permitiu que a Auverland adquirisse a Panhard em 2005, na época uma subsidiária da PSA Peugeot Citroën. No entanto, como a fama da Panhard era maior, eles decidiram manter a marca; o "PVP" projetado pela Auverland foi lançado com a marca Panhard.
Nos dias de hoje, o uso mais comum do nome Panhard é quando se refere ao sistema de suspensão conhecido como: "Barra Panhard", que exerce o controle de deslocamentos laterais da suspensão. Esse sistema vem sendo empregado desde a sua invenção em automóveis de várias marcas.
Em outubro de 2012, a Renault Trucks Defense, divisão do grupo sueco Volvo desde 2001, finalizou a aquisição da Panhard por 62,5 milhões de euros.

## Automóveis

### Modelos da Panhard
| Tipo           | Período de construção |
| -------------- | --------------------- |
| Panhard Dyna X | 1945–1954             |
| Panhard Junior | 1951–1956             |
| Panhard Dyna Z | 1953–1959             |
| Panhard PL 17  | 1959–1965             |
| Panhard CD     | 1962–1965             |
| Panhard 24     | 1963–1967             |

### Modelos com tecnologia Panhard
| Tipo                | Período de construção |
| ------------------- | --------------------- |
| Dyna Veritas        | 1949–1954             |
| Rosengart Scarlette | 1952                  |
| DB HBR 5            | 1954–1961             |
| DB Le Mans          | 1958–1964             |
| Sera-Panhard        | 1959–1961             |

## Modelos militares atuais
- AVL
- PVP
- PVPXL / AVXL: an enlarged AVL
- TC 54
- TC 10
- TC 24
- A3
- Peugeot P4
- ERC 90 Sagaie

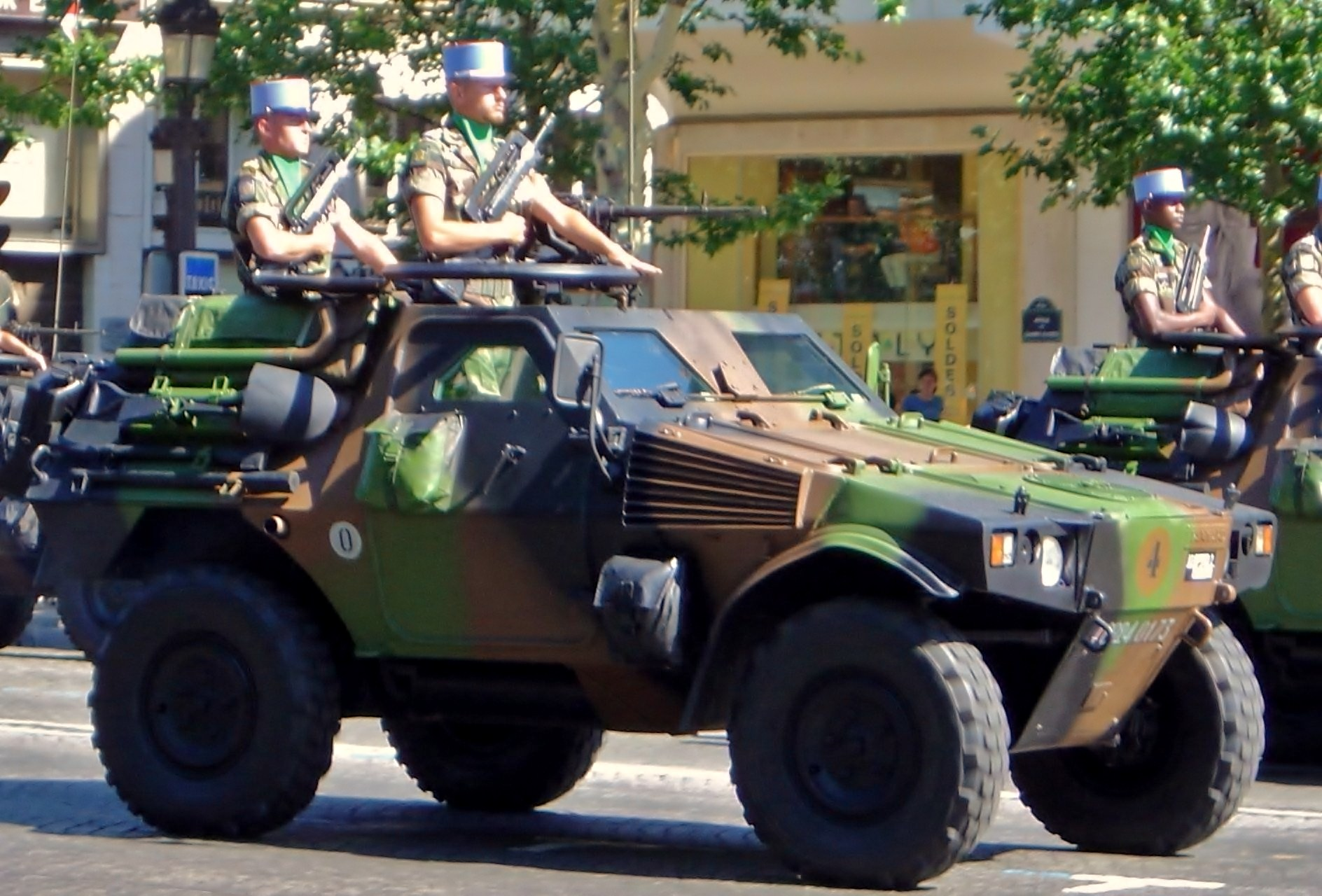
Um VBL do Exército Francês.

- VBR: um VBL maior, veículo armado multipropósito
- VAP: Véhicule d'Action dans la Profondeur (veículo de alta penetração), veículo de operações especiais baseado no VBL
- VPS: veículo de patrulha SAS baseado no P4

## Veículos em serviço
A Panhard forneceu mais de 18.000 veículos militares sobre rodas, pesando menos que 10 toneladas, para mais de 50 países, como se segue:  		
- 5.400 veículo armado sobre rodas (AML, ERC 90 Sagaie, e LYNX VCR 6x6)
- 2.300 VBL em 16 países,incluindo 1.600 em serviço no Exército Francês
- 933 A4 AVL — PVP selecionado pelo Exército Francês
- 9.500 veículos com menos de 7 toneladas; a maior parte sendo do tipo jeep produzidos sob a marca Auverland.

## Veículos utilizados pelo Exército Português
- Auto Blindado TP14 8x8 Panhard ETT m/59
- Autometralhadora 8x8 Panhard EBR m/59
- Autometralhadora Lig 60 7,62 4x4 Panhard AML m/65
- Veículo Blindado Ligeiro Panhard Ultrav M11

Quando da eclosão da Revolução dos Cravos (25 de abril de 1974), diversas unidades Panhard EBR assumiram posições em locais estratégicos da cidade de Lisboa, enquanto que unidades Panhard AML tomaram posição na rua do Arsenal.

## Galeria
- Panhard et Levassor 4 CV com carroceria "Wagonette", 1896.
- Panhard et Levassor "Landaulette" tipo AL, 1898.
- Um Panhard et Levassor, cerca de 1900.
- Motor Panhard et Levassor de 2 cilindros refrigerado à água, cerca de 1900.
- Panhard et Levassor "Phaéton" de 2,4 litros, 1901.
- Panhard et Levassor 7 CV "Voiturette", 1902.
- Panhard et Levassor "Char-à-banc", 1903.
- Panhard et Levassor 10 CV, 1914.
- Panhard et Levassor "Saloon" X46 2300cc, 1924.
- Panhard et Levassor "Cabrio-Coupé" Pourtout, 1930.
- Panhard et Levassor "Eclipse" Pourtout, 1934.
- Panhard "Dyna X 86 Saloon", 1952.
- Panhard "Dyna 750 Coupé Allemano", 1952.
- Panhard "Dyna Z", 1953.
- Panhard 24 CT, 1966.
- Panhard 178.
- Engin Blindé de Reconnaissance 75.
- Auto Mitrailleuse Légère HE-60-7.
- Panhard P4.